# Leadville North
Leadville North – jednostka osadnicza w Stanach Zjednoczonych, w stanie Kolorado, w hrabstwie Lake.